# Fei Mu
Fei Mu (10 ottobre 1906 – 31 gennaio 1951) è stato un regista cinese.
Fu il regista più rappresentativo dell'epoca pre-comunista della Cina, anche grazie al film Spring in a Small Town del 1948, considerato il "film orientale per eccellenza".

## Biografia
Nato a Shanghai, in Cina, Fei Mu è considerato da molti come il più grande regista cinese prima della rivoluzione comunista del 1949. Conosciuto per il suo stile e per i suoi drammi in costume, fece il suo primo film, Night in the City (prodotto dalla Lianhua Film Company) nel 1933, alla giovane età di 27 anni e venne acclamato sia da critica che da pubblico (il lungometraggio, sfortunatamente, è ora perduto). Continuando a fare opere per la Lianhua, egli produsse molti film negli anni trenta diventando una figura importante nell'industria cinematografica nazionale con Blood on Wolf Mountain del 1936 (spesso visto come un'allegoria della guerra in Giappone) e Song of China del 1935, una glorificazione dei valori tradizionali che fece parte del New Life Movement. Successivamente, Song of China divenne uno dei pochi lungometraggi non inglesi ad aver avuto uno scarso rilascio negli Stati Uniti.
La nomea di uno dei più grandi registi della storia venne attribuita a Fei dopo l'influente capolavoro del 1948 Spring in a Small Town (nel 2002 rifatto da Tian Zhuangzhuang con il titolo Springtime in a Small Town), in cui viene trattato un triangolo amoroso in una Cina l'epoca post-bellica. Nel 2005, l'opera venne ufficialmente riconosciuta come il più grande film cinese mai fatto dalla Hong Kong Film Critics Association. Fei rimase attivo in quello che venne chiamato "Il secondo periodo d'oro", dirigendo il primo film a colori del suo Paese, Remorse at Death (del 1948), che incorpora elementi dall'Opera pechinese e che ospita l'attrice Méi Lánfāng. Seguendo la rivoluzione comunista del 1949, egli fuggì a Hong Kong, come molti intellettuali e artisti suoi coetanei. Lì fondò la Longma Film Company ("Dragon-Horse Films") con Zhu Shilin e Fei Luyi e produsse nel 1951 The Flower Girl di Shilin.
Dopo che morì a soli 44 anni lo stesso anno, Fei Mu e il suo lavoro caddero nell'oblio, come molta della sua filmografia snobbata dalla Mainland e ripudiata dai critici di sinistra per le sue ideologie di destra. Solo negli anni ottanta, quando la China Film Archive ri-aprì dopo la chiusura avvenuta durante rivoluzione culturale, l'eredità di Fei rifiorì. Significativa fu infatti la stampa di una stampa fatta dalla casa di produzione di un original negativo di Spring in a Small Town.

## Filmografia

### Regista
| Anno | Titolo inglese                | Titolo cinese | Annotazioni                                                                                        |
| ---- | ----------------------------- | ------------- | -------------------------------------------------------------------------------------------------- |
| 1933 | Night in the City             | 城市之夜      | Conosciuto anche come City Nights                                                                  |
| 1934 | A Sea of Fragrant Snow        | 香雪海        | Conosciuto anche come A Nun's Love                                                                 |
| 1934 | Life                          | 人生          | |
| 1935 | Song of China                 | 天倫          | Conosciuto anche come Filial Piety; co-diretto con Luo Mingyou                                     |
| 1936 | Blood on Wolf Mountain        | 狼山喋血記    | Conosciuto anche come Bloodbath in Langshan e Bloodbath on Wolf Mountain                           |
| 1937 | Martyrs of the Northern Front | 北戰場精忠錄  | |
| 1937 | Gold-Plated City              | 鍍金的城      | Opera cinese conosciuta anche come Gilded City                                                     |
| 1937 | Murder in the Oratory         | 斬經堂        | Opera cinese                                                                                       |
| 1937 | Nightmares in Spring Chamber  | 夢斷春閨      | Episodio in Lianhua Symphony                                                                       |
| 1940 | Confucius                     | 孔夫子        | Dapprima perduto, venne ritrovato nel 2001                                                         |
| 1941 | Children of the World         | 世界兒女      | Co-diretto con Jacob Fleck e Luise Fleck                                                           |
| 1941 | The Beauty                    | 國色天香      | |
| 1941 | Songs of Ancient China        | 古中國之歌    | |
| 1946 | The Magnificent Country       | 錦繡山河      | |
| 1948 | The Little Cowheard           | 小放牛        | |
| 1948 | Remorse at Death              | 生死恨        | Primo film cinese a colori; opera cinese anche conosciuta come Happiness in neither Life nor Death |
| 1948 | Spring in a Small Town        | 小城之春      | |

### Sceneggiatore
| Anno | Titolo inglese                | Titolo cinese |
| ---- | ----------------------------- | ------------- |
| 1934 | Life                          | 人生          |
| 1936 | Blood on Wolf Mountain        | 狼山喋血記    |
| 1936 | On Stage and Backstage        | 前台与後台    |
| 1937 | Martyrs of the Northern Front | 北戰場精忠錄  |
| 1937 | Nightmares in Spring Chamber  | 夢斷春閨      |
| 1940 | Confucius                     | 孔夫子        |
| 1941 | Children of the World         | 世界兒女      |
| 1941 | Songs of Ancient China        | 古中國之歌    |
| 1946 | The Magnificent Country       | 錦繡山河      |

### Produttore
| Anno | Titolo inglese  | Titolo cinese |
| ---- | --------------- | ------------- |
| 1951 | The Flower Girl | 花姑娘        |